# Личная секретарша (фильм)
«Личная секретарша» (нем. Die Privatsekretärin) — немецкий музыкальный чёрно-белый художественный фильм 1931 года, снятый режиссёром Вильгельмом Тиле на студии «Greenbaum-Film». Сценарий написали Франц Шульц и Иштван Сомахази. Музыка композитора Пала Абрахама. 
Фильм снят по мотивам оперетты Иштвана Бекеффи. Премьера состоялась 16 января 1931 года.

## Сюжет
В трудные времена жизнерадостная девушка ищет работу в офисе в надежде найти богатого мужчину. Директор банка, в котором она получает работу, флиртует с ней, поэтому сначала она отвергает его предложения…

## В ролях
- Рената Мюллер — Вильма Фостер
- Герман Тимиг — Арваи, директор банка
- Феликс Брессар — Хазель, банковский служащий
- Людвиг Штёссель — Клаппер, менеджер по персоналу
- Гертруда Волле
- Карл Харбахер